# Stenopterygia calida
Stenopterygia calida är en fjärilsart som beskrevs av Walker 1862. Stenopterygia calida ingår i släktet Stenopterygia och familjen nattflyn. Inga underarter finns listade i Catalogue of Life.